# Roffredo Epifanio

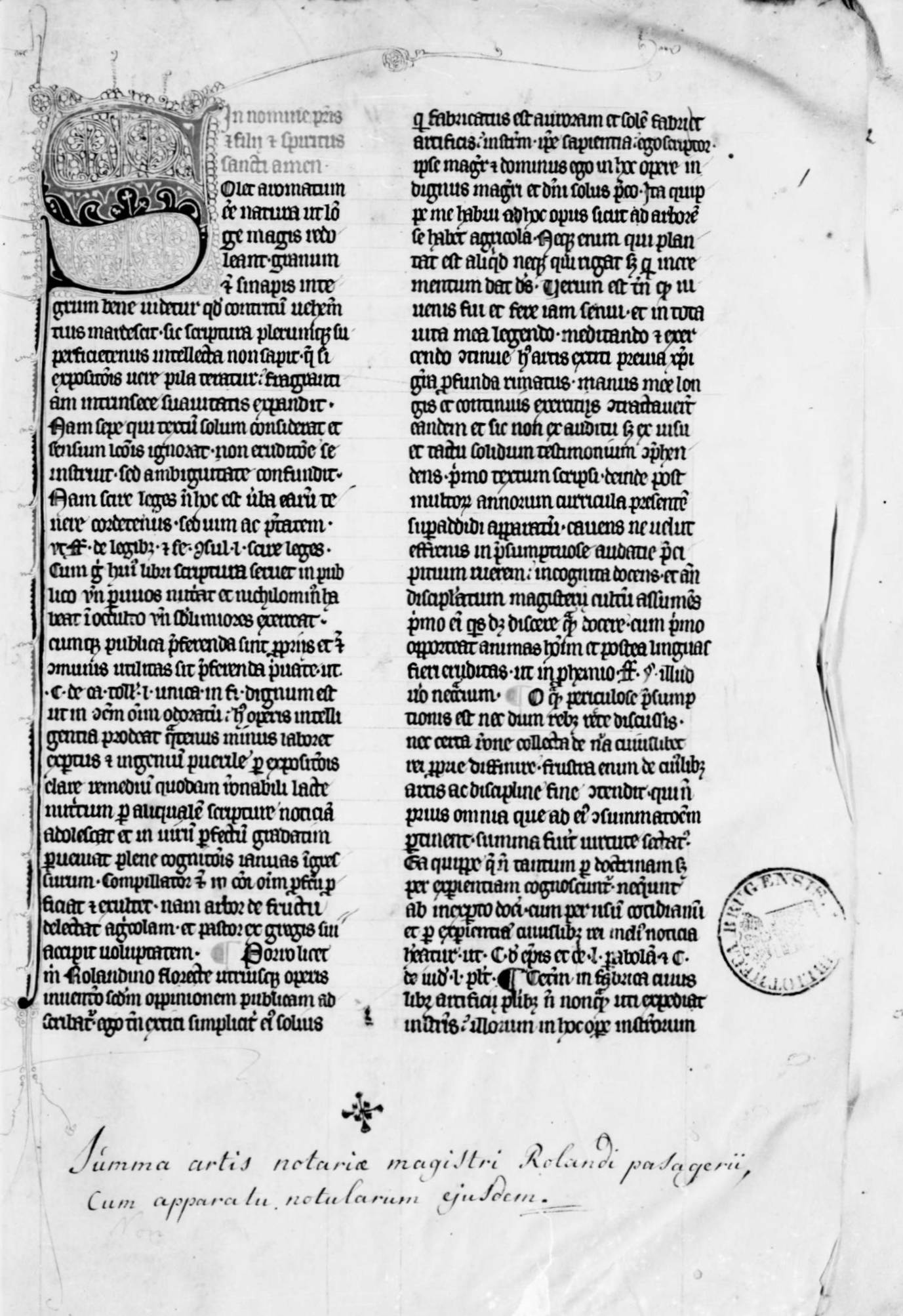
Summa artis notariae, manoscritto, XIII-XIV secolo. Brugge, Stadsbibliotheek, Manuscripten, Ms. 382.

Roffredo Epifanio (1170 circa – dopo 1243) è stato un giurista italiano, della scuola dei glossatori.

## Biografia
Roffrédo Epifànio da Benevento, secondo la tradizione, fu discendente del longobardo Rofrit, vissuto intorno al IX secolo, membro della famiglia degli Epifani. Roffredo fu lettore di diritto prima all'Università di Bologna, e poi nell'Università di Arezzo, dove insegnò a partire dal 1215. È probabile che insegnasse anche nell'Università di Napoli.

## Opere
- Solemnis atque aureus Tractatus libellorum D. Rofredi Beneuentani, (stamp. Lugduni, per Mathiam Bonhome, impensis Iacobi q. Francisci de Giunta et sociorum florentini, 1538)
- Liber antiquus nouo titulo siue Rofredi Beneuentani iurisconculti clarissimi, et in academis Aretina & Bononiensi, caesarei pontificiique iuris professoris opera omnia. Cum summariis, indicibusque, tam rubricarum quam rerum sententiarumque locupletissimis, (stamp. Coloniae Agrippinae, in Officina Birckmannica, 1614)
- Libellus de ordine judiciorum, compositus a domino Beneventano
- Libelli iuris civilis
- Quaestiones Sabbatinae

### Manoscritti
- Libelli de iure civili, XIII secolo, Firenze, Biblioteca Medicea Laurenziana, Fondo Santa Croce, Plut. 6 sin. 8.
  -  Libelli de iure civili, XIII secolo, Paris, Bibliothèque Nationale de France, Fonds latin, Lat. 14336,  ff. 1-201.
  -  Libelli de iure civili, XIII secolo, Tours, Bibliothèque municipale, Fonds manuscrits, Ms. 655.
  -  Libelli de iure civili, XIII secolo, Brugge, Stadsbibliotheek, Manuscripten, Ms. 376.
  -  Libelli iuris civilis, XIV secolo, Paris, Bibliothèque Nationale de France, Fonds latin, Lat. 4579.
  -  Libelli de iure civili, XIV secolo, New Haven, Yale University. Lillian Goldman Law Library, Manuscript collection, J.R.62 n° 1,  ff. 1r-175r.
- Libelli de iure canonico, XIII secolo, Firenze, Biblioteca Medicea Laurenziana, Fondo Santa Croce, Plut. 6 sin. 8.
  -  Libelli de iure canonico, XIII secolo, Paris, Bibliothèque Nationale de France, Fonds latin, Lat. 14336,  ff. 201-282.
  -  Libelli de iure canonico, XIV secolo, New Haven, Yale University. Lillian Goldman Law Library, Manuscript collection, J.R.62 n° 1.
- Summula de pugna, XIII secolo, Paris, Bibliothèque Nationale de France, Fonds latin, Lat. 4614,  ff. 122-124.
  -  Summula de pugna, XIII secolo, Paris, Bibliothèque Nationale de France, Fonds latin, Lat. 4616,  f. 1.
- Summa artis notariae, XIII-XIV secolo, Brugge, Stadsbibliotheek, Manuscripten, Ms. 382.